# Прима, Роман Андреевич
Роман Андреевич Прима (укр. Прима Роман Андрійович; род. 6 ноября 1981, Чернигов) — украинский биатлонист, участник Олимпийских игр, чемпионатов мира и этапов кубка мира по биатлону, старший брат украинского биатлониста Артёма Примы. По окончании сезона 2013/14 Роман завершил карьеру и вошёл в тренерский штаб молодёжной сборной Украины.

## Биография
В 2000 году в достаточно юном возрасте попал в национальную команду Украины, завоевав бронзовую медаль в спринте на чемпионате Европы в Закопане в юниорском разряде. Вскоре был переведён во взрослую команду, участвовал в чемпионате мира-2001 в Поклюке и в Олимпийских играх-2002 в Солт-Лейк-сити, где занял 76 место в спринте и 7 место в составе эстафетной команды. По словам самого Романа тренер, работавший с юным спортсменом, позднее считал, что переход Примы во взрослую команду был преждевременным.
На чемпионате Европы-2002 в Контиолахти завоевал серебро в составе эстафетной команды, однако постепенно выпал из основной сборной, перестав попадать на чемпионаты мира и пропустив Олимпиаду-2006. Улучшение результатов произошло лишь в сезоне 2008/09: в индивидуальной гонке этапа Кубка мира в Хохфильцене Роман занял 5 место, что является наивысшим результатом спортсмена на этапах Кубка мира.
Женат, двое сыновей.

## Выступления на Олимпийских играх
| Год  | Место проведения | Инд | Спр | Пр | МС | Эст |
| 2002 | Солт-Лейк-Сити   |     | 76  |    |    | 7   |

## Выступления на чемпионатах мира
| Год  | Место проведения | Инд | Спр | Пр | МС | Эст | СМ |
| 2001 | Поклюка          |     |     |    |    | 13  |    |
| 2009 | Пхёнчхан         | 46  | 28  | 33 |    | 5   |    |

## Статистика стрельбы
| № п/п | Сезон     | Общая            | Индивидуальная гонка | Спринт         | Гонка преследования | Масс-старт     | Эстафета       |
| ----- | --------- | ---------------- | -------------------- | -------------- | ------------------- | -------------- | -------------- |
| 1     | 2005-2006 | 78,7 % (96/122)  | 70,0 % (14/20)       | 78,6 % (55/70) | 85,0 % (17/20)      | 0,0 % (0/0)    | 83,3 % (10/12) |
| 2     | 2006-2007 | 83.3 (25/30)     | 90,0 % (18/20)       | 70,0 % (7/10)  | 0,0 % (0/0)         | 0,0 % (0/0)    | 0,0 % (0/0)    |
| 3     | 2007-2008 | 75,0 % (30/40)   | 0,0 % (0/0)          | 66,7 % (20/30) | 0,0 % (0/0)         | 0,0 % (0/0)    | 99,9 % (10/10) |
| 4     | 2008-2009 | 73,7 % (238/323) | 76,3 % (61/80)       | 80,0 % (72/90) | 62,5 % (50/80)      | 80,0 % (16/20) | 73,6 % (39/53) |
| 5     | 2009-2010 | 66,5 % (141/212) | 62,5 % (25/40)       | 71,3 % (57/80) | 71,7 % (43/60)      | 0,0 % (0/0)    | 50,0 % (16/32) |
| 6     | 2010-2011 | 68,5 % (89/130)  | 65,0 % (13/20)       | 78,0 % (39/50) | 61,7 % (37/60)      | 0,0 % (0/0)    | 0,0 % (0/0)    |